# Tabla de natación

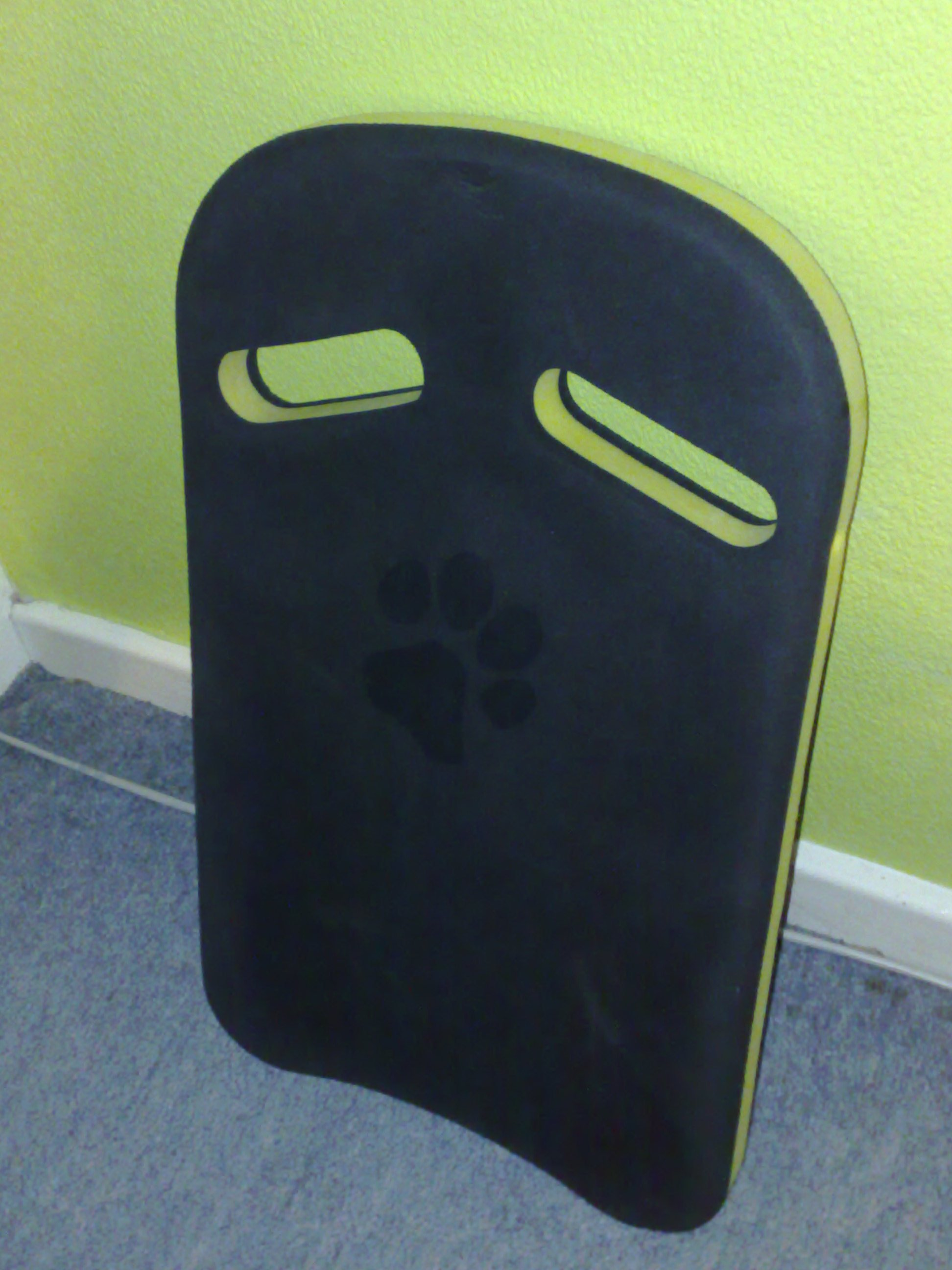
Una tabla azul.

Se denomina tabla de natación, o simplemente tabla, dentro del contexto de actividades acuáticas, a un objeto flotante utilizado para la enseñanza de la natación o en juegos recreativos, actividades o ejercicios en agua.
Son objetos planos y semirectangulares con filos redondeadas, hechos de un material sintético como el unicel. Pueden ser decoradas con impresiones juveniles y coloridas.
Se usa para poder patalear con las piernas y mejorar la forma de ese movimiento sin necesidad de sincronizar con los movimientos de las articulaciones de los brazos. En su parte los brazos se descansan en la tabla, o a las orillas de esta, la cual es detenida con las manos. No todas las tablas son iguales ni se conforman a una geometría única; por ejemplo, no todas tienen espacios para meter los dedos.
La tabla permite el desplazamiento en el agua mientras se patalea, a comparación de ejercitar las piernas en el pataleo fijo al sujetar el borde de la alberca.
- Datos: Q387607
- Multimedia: Swimming floats / Q387607